# Maguette Ndiaye
Maguette Ndiaye (ur. 1 września 1986) – senegalski sędzia piłkarski. Znajduje się na Międzynarodowej Liście Sędziowskiej FIFA od 2011 roku.
W 2022 został sędzią meczu na Mistrzostwa Świata w Piłce Nożnej.